# Beten
A Beten ismeretlen eredetű férfinév, jelentése ismeretlen.

## Gyakorisága
Az 1990-es években szórványosan fordult elő, a 2000-es években nem szerepel a 100 leggyakoribb férfinév között.

## Névnapok
ajánlott névnap
- július 27.[2]